# Експеримент n-ної країни

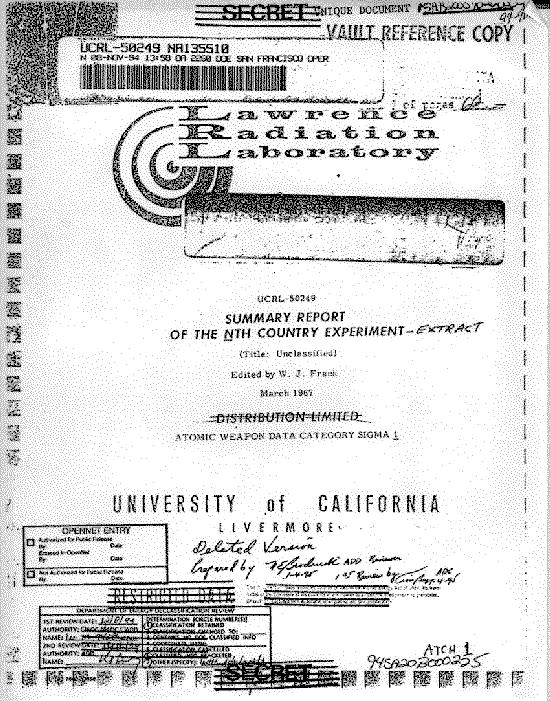
Обкладинка звіту.

Експеримент n-ної країни (англ. Nth Country Experiment) — експеримент, здійснений у Ліверморській національній лабораторії, метою якого було оцінити ризики поширення ядерної зброї.
Назву «n-на країна» обрано через бажання оцінити ризики поширення ядерної зброї серед країн із порівняно невеликою технічною інфраструктурою: якщо США були першою країною, яка розробила ядерну зброю, СРСР — другою, Сполучене Королівство — третьою і т. д., то яка країна буде n-ною в цьому списку?
На початку експерименту в травні 1964 року трьом молодим фізикам, які тільки-но отримали наукові ступені (англ. PhD) і не мали ніякого досвіду створення зброї, було поставлено завдання розробити робочий дизайн ядерної зброї, використовуючи для цього лише незасекречену інформацію й звичайну обчислювальну та технічну підтримку.
«Завданням учасників має бути конструювання вибухового пристрою, придатного для військового використання.»
Оригінальний текст (англ.)
The goal of the participants should be to design an explosive with a militarily significant yield
«Робочим контекстом експерименту може бути те, що учасників попросили спроектувати ядерний вибуховий пристрій, який при невеликій кількості спричинить суттєвий ефект для невеликих країн у їхніх зовншіньополітичних відносинах.»
Оригінальний текст (англ.)
A working context for the experiment might be that the participants have been asked to design a nuclear explosive which, if built in small numbers, would give a small nation a significant effect on their foreign relations.
Експеримент завершився 10 квітня 1967 року після трьох людино-років роботи. Згідно з відредагованою версією резюме, експерти з ядерної зброї встановили, що команда на той час створила правдоподібний дизайн, реалізувавши технічно складніший імплозивний вид ядерної зброї. Імовірно, створити простіший вид ядерної зброї вони могли б швидше, хоча в такому випадку обмежуючим фактором був би не дизайн бомби, а наявність збагаченого урану.
У зв'язку зі збільшенням наявної публічної інформації стосовно ядерної зброї, логічно припустити, що сьогодні робочий варіант ядерної бомби може бути створено з меншими зусиллями. Хоча, як свідчить історія розповсюдження атомної зброї, окрім перших ядерних програм США та СРСР, її розробка ніколи особливо не утруднювалася через технічні питання.
Звіт про експеримент було опубліковано, хоча і в редагованому варіанті, 2003 року.